# A (phim Nhật Bản 1998)
A là một bộ phim tài liệu Nhật Bản năm 1998 về giáo phái Aum Shinrikyo sau khi các nhà lãnh đạo của giáo phái này bị bắt giữ vì xúi giục vụ tấn công bằng khí sarin trên tàu điện ngầm Tokyo năm 1995. Nhân vật chính của bộ phim là Araki Hiroshi, một phát ngôn viên của giáo phái, một thanh niên 28 tuổi, đã cắt đứt mọi mối quan hệ gia đình và bác bỏ mọi hình thức của chủ nghĩa duy vật trước khi gia nhập giáo phái.
Đạo diễn của bộ phim Mori Tatsuya đã được đặc cách cho phép thâm nhập vào nơi hoạt động của giáo phái Aum trong hơn một năm trong bối cảnh giới truyền thông liên tục bị ngăn cấm. Tuy nhiên, mặc dù bộ phim tài liệu đã có một cách nhìn nhận độc đáp về hoạt động nội bộ của Aum Shinrikyo, nó đã không thành công về mặt tài chính.
Mori phát hành phần tiếp theo A2 vào năm 2001, theo sau sự tan rã của giáo phái vì thiếu đi nhân vật lãnh đạo, Asahara Shōkō.

## Diễn viên
- Araki Hiroshi

## Đón nhận
Bộ phim đã bị chỉ trích vì thể hiện sự đồng cảm với giáo phái Aum Shinrikyo.